# Gęsiarka (obraz Antoniego Gramatyki)
Gęsiarka – obraz olejny namalowany przez Antoniego Gramatykę w 1881 roku. Obraz znajduje się w zbiorach Muzeum Narodowego w Warszawie.